# 同期信号
同期信号（どうきしんごう）は、映像信号やデジタル信号の伝送を行うとき、受信側に信号の読み出しタイミングを伝えるために送られる信号のことである。

## デジタル信号伝送のための同期信号
デジタル信号（映像に限らない）の伝送に使われる同期信号は、伝送される情報「ビット (Bit)」を確実に検出するため、信号の検出タイミングを受信側に知らせる信号を同期信号として送る。デジタル通信では、デジタル信号を伝送する信号線とは別に信号線を設けて同期信号を送る「同期通信」方式と、タイミング信号用信号線のいらない「非同期通信」（伝送する信号の一まとまりごと－大抵1バイト (Byte)ごと－に、信号の始まりと終わりを表す特定パターンの同期用信号を付加して情報を送る方式）方式が利用されている。

## 映像信号伝送のための同期信号
映像信号では、水平同期信号と垂直同期信号の2つの信号が必要になる。
放送用・業務用を問わず、複数のビデオカメラなどの映像信号を切り替える際には、映像信号のタイミングを合わせておかないと、切り替えるごとに画面が乱れる。そのため、同期信号をふくめ、映像の送り出し周期・送りはじめのタイミングをそろえる必要がある。
放送局内では、時計装置の時刻パルスを元にして、全局内の基準となる局内同期信号を作っている。その同期信号をスタジオ・副調整室・主調整室などに送り、その各部屋で、局内同期信号に合わせて同期信号の再生成・分配を行っている。
その各部屋で再生成された同期信号が、すべてのカメラ・ビデオテープレコーダー・スイッチャーなどに分配されることにより、局内全体で、映像信号のタイミングが揃うことになる。
各同期信号と、RGB方式の場合は各色の輝度信号、YIQ方式の場合は輝度信号と各色差信号、これらを重畳したものをコンポジット映像信号、それぞれバラバラのものをコンポーネント映像信号という。

### アナログ映像
NTSC方式では、水平同期周波数約15.75kHz、垂直同期周波数約60Hzの、それぞれの同期信号を使う。
同期信号が乱れると、映像全体にも影響が及び、走査線の横揺れなどの症状が発生する。

### デジタル映像
デジタル映像信号には、デジタルコンポジット映像信号とデジタルコンポーネント映像信号がある。このうち、デジタルコンポジット映像信号はアナログのコンポジット映像信号をほぼそのままA/D変換したものである（D2-VTR、D3-VTRなど（D端子のD2やD3とは関係ないので注意。D端子のDはデジタルではない））。以下では、デジタルコンポーネント映像信号について述べる。
デジタルコンポーネント映像信号の伝送に使われる同期信号には、映像の水平・垂直の区切りを表すための信号と、前に述べたビットごとの読み出しのための同期信号が併存している。前者の水平の区切りは、SAV・EAVという特殊なデータで表され、後者のタイミング合わせはTRS信号（Timing Reference Signal）を読み出すことにより実現される。
デジタルコンポーネント映像信号の場合、機器ごとにリクロック（Re-clock:クロックの再生成）を行うため、アナログ信号よりは、若干、同期の引き込み範囲に余裕がある。しかし、安定した周期で伝送しないと、ジッタなどの原因で横線ノイズなどが発生し、映像が乱れることに変わりはない。そのため、放送局では、アナログ映像と同様に厳格な同期管理を行っている。

### 各機器での同期信号の使われ方
- ビデオテープレコーダー

放送用・業務用・家庭用のビデオテープレコーダー（いわゆる、ビデオデッキ）では、メカニズムの回転ムラによる信号乱れがどうしても発生するため、録画・再生のプロセスを経て劣化した信号を補正する「TBC（Time Base Corrector・時間軸補正回路）」が用いられる。
- 放送用・業務用カメラなどの個別機器

「外部の」同期信号にあわせて映像信号を送り出す機能（GENeratorLOCK・ゲンロック）が用意されている。
- フレームシンクロナイザー

局外からの映像信号など、局内の同期信号に合わせることが困難な場合に用いられる。